# 约恩·马格努松
约恩·马格努松（Jón Magnússon，1859年1月16日—1926年6月23日），冰岛政治家，曾两次担任冰岛总理，起先为地方自治党成员，第二次任期为保守党 （Íhaldsflokkurinn，独立党的前身）成员。
| 前任： 埃纳尔·阿尔诺松   | 冰岛总理 (第一次) 1917–1922 | 繼任： 西居尔泽·埃格尔兹            |
| 前任： 西居尔泽·埃格尔兹 | 冰岛总理 (第二次) 1924–1926 | 繼任： 马格努斯·古德蒙德松 （代理） |